# Kuytun

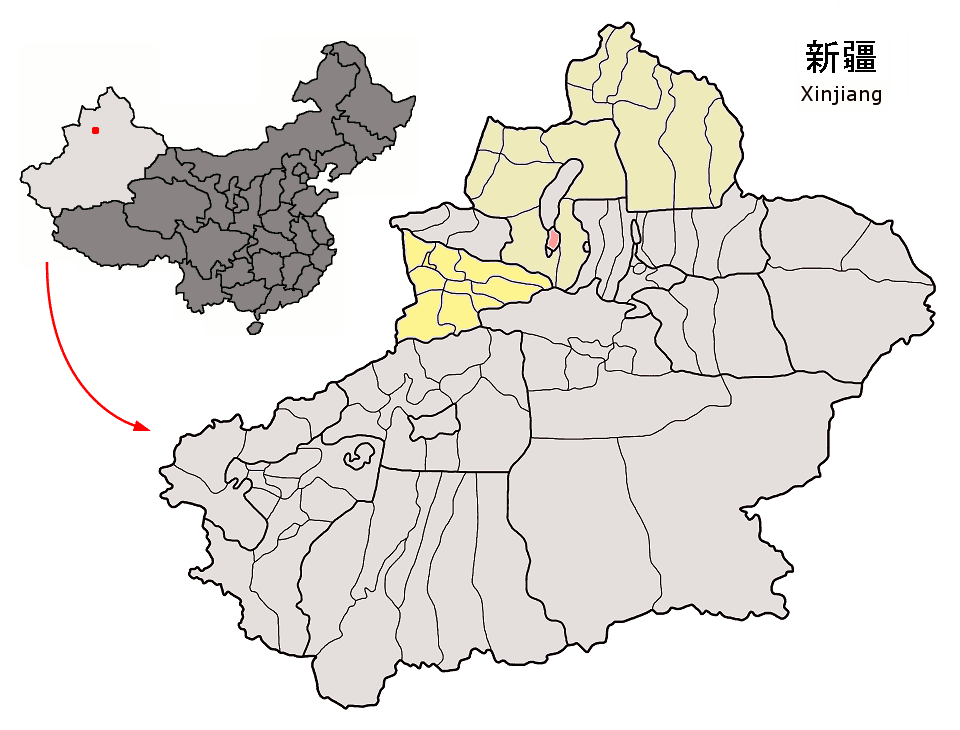
Lage der Stadt Kuytun (rosa) im Kasachischen Autonomen Bezirk Ili

Kuytun (chinesisch 奎屯市, Pinyin Kuítún Shì; uigurisch كۈيتۇن شەھىرى Küytun Xəⱨiri, kasachisch كۇيتۇن قالاسى Küytün Qalası; auch: Kuitun) ist eine kreisfreie Stadt des Kasachischen Autonomen Bezirks Ili im Nordwesten des Uigurischen Autonomen Gebietes Xinjiang in der Volksrepublik China. Die Fläche beträgt 1.171 Quadratkilometer und die Einwohnerzahl 166.261 (Stand: Zensus 2010).

## Ethnische Gliederung Kuytuns (2000)
Laut Zensus hatte die Stadt Kuytun im Jahr 2000 285.299 Einwohner.
| Name des Volkes | Einwohner | Anteil  |
| --------------- | --------- | ------- |
| Han             | 269.954   | 94,62 % |
| Hui             | 6.290     | 2,2 %   |
| Kasachen        | 5.077     | 1,78 %  |
| Uiguren         | 1.335     | 0,47 %  |
| Mongolen        | 802       | 0,28 %  |
| Mandschu        | 347       | 0,11 %  |
| Sonstige        | 1.494     | 0,53 %  |